# Agnès du Maine
 (août 2024).
Agnès du Maine (Agnese del Maino) est une noble milanaise, maîtresse de Philippe Marie Visconti, le dernier duc de la Famille Visconti, d'où est issue une fille naturelle, Blanche Marie Visconti, qui a le titre de duchesse de Milan en 1450, malgré son illégitimité.

## Famille
Le père d'Agnès est Ambroise du Maine, comte palatin, questeur de la police ducale, mais on ne sait rien sur sa mère. Ses parents ont eu trois enfants, Agnès, Lancillotto et Andreotto. Les deux frères d'Agnès font partie du conseil ducal. Il n'y a aucun rapport entre la famille italienne d'Agnès et celle de la famille française de Charles IV du Maine malgré la similitude du nom de famille.

## Naissance de Blanche Marie Visconti
Agnès a donné naissance le 31 mars 1425 à Settimo Pavese à Blanche, fille de Philippe Marie Visconti, unique héritière du duché de Milan, le duc n'ayant pas d'héritier légitime. Six mois après la naissance, Agnès et sa fille ont été installées au château des Visconti à Abbiategrasso.

## Décès de Philippe Marie Visconti
Au décès de Philippe Marie Visconti, le 13 août 1447, sa fille Blanche était déclarée héritière directe malgré l'illégitimité. Les archives historiques existantes indiquent qu'Agnès avait participé aux fonctions de la cour jusqu'à son décès, le 13 décembre 1465 à l'âge de cinquante-quatre ans. Sa fille, Blanche, décédait trois ans plus tard le 28 octobre 1468 mais son fils aîné, Galéas Marie, qu'elle avait eu de François Sforza lui succédait comme duc de Milan.